# Curtiss O-52
Die Curtiss O-52 Owl (Eule, Herstellerbezeichnung Model 85) war ein 1938 entwickeltes Aufklärungsflugzeug, das vom United States Army Air Corps vor und im Zweiten Weltkrieg eingesetzt wurde.

## Geschichte
Im Jahre 1939 bestellte das Air Corps 203 Curtiss O-52, die Anfang 1940 geliefert wurden. Das Aufklärungsflugzeug wurde vor dem Zweiten Weltkrieg hauptsächlich zur Beobachtung von Manövern eingesetzt. Bei Eintritt in den Krieg stellte sich allerdings heraus, dass die Maschine für den Kampfeinsatz aufgrund ihrer geringen Leistung unbrauchbar war. Das Flugzeug wurde deshalb für Kurierflüge innerhalb der USA und zur U-Boot-Bekämpfung im küstennahen Bereich des Golfes von Mexiko, im Atlantik und im Pazifik eingesetzt.
Im Oktober 1941 wurden 30 O-52 im Rahmen des Lend-Lease Act an die Sowjetunion verschifft. Aufgrund der Verluste des Konvois durch deutsche U-Boote erreichten nur 19 dieser Flugzeuge den Zielhafen Archangelsk. Sie bewährten sich an der deutsch-sowjetischen Front ebenfalls nicht und wurden recht schnell durch Po-2 ersetzt.

## Militärische Nutzer
Brasilien
Força Aérea Brasileira
 Sowjetunion
Luftstreitkräfte der Sowjetunion
 Vereinigte Staaten
United States Army Air Corps

## Technische Daten

Dreiseitenansicht

| Kenngröße             | Daten                                             |
| --------------------- | ------------------------------------------------- |
| Besatzung             | 2                                                 |
| Länge                 | 8,03 m                                            |
| Spannweite            | 12,4 m                                            |
| Höhe                  | 2,83 m                                            |
| Flügelfläche          | 19,5 m²                                           |
| Flügelstreckung       | 7,9                                               |
| Leermasse             | 1919 kg                                           |
| Startmasse            | 2433 kg                                           |
| Antrieb               | ein Pratt & Whitney R-1340-51 mit 600 PS (447 kW) |
| Höchstgeschwindigkeit | 346 km/h                                          |
| Dienstgipfelhöhe      | 7100 m                                            |
| Reichweite            | 732 km                                            |
| Bewaffnung            | ein 7,7-mm-MG                                     |

## Museumsflugzeug
Im Jahre 1962 wurde eine O-52 restauriert. Sie wird heute im U.S. Air Force Museum in Dayton (Ohio) auf der Wright-Patterson Air Force Base ausgestellt.